# Orde van de Kroon van Perak
De "Duli Yang Maha Mulia Maulana Paduka Sri Tuanku dan Yang di-Pertuan Negara Perak Dar ur-Ridzwan" oftewel "Koning en Prins van Perak" Idris II al-Mutawakil Allahahi Shah Afifu'llah (1963-1984) stichtte de "Meest Eervolle Orde van de Kroon van Perak", een Ridderorde die in het Maleis "Darjah Kebesaran Taming Sari Negeri Perak Yang Amat Paduka Mahkota Perak" genoemd wordt. De orde werd op 12 december 1957, dus nog in de koloniale periode, voor verdiensten ingesteld. 
Aan het aantal levende dragers van verschillende rangen zijn maxima gesteld. De leden van de twee hoogste graden dragen eretitels zoals Dato Seri en Dato.
De orde heeft vier graden;
- Eerste Klasse of Grootcommandeur, in het Maleis "Seri Paduka Mahkota Perak" genoemd.

De vijftig dragers van de Eerste Klasse dragen een gouden keten met daaraan de negenpuntige gouden ster van de orde.De keten kan ook aan een grootlint in de kleuren lichtblauw-geel-lichtblauw gedragen worden.Op de linkerborst dragen zij een 7,6 centimeter brede gouden ster van de orde.Achter de naam mogen de dragers, meestal oudere staatslieden en hoge bestuurders de letters SPMP plaatsen.
- Tweede Klasse of Ridder Commandeur, in het Maleis " Dato Paduka Mahkota Perak" genoemd.

De honderd dragers van de Tweede Klasse dragen de ster aan een lichtblauw lint met gele biezen over de rechterschouder en de 6,4 centimeter brede zilveren ster van de orde op de linkerborst. Achter de naam mogen zij de letters DPMP plaatsen.
- Derde Klasse of Commandeur, in het Maleis "Paduka Mahkota Perak" genoemd.

De honderdvijfenzeventig dragers van de Derde Klasse dragen de ster aan een lint om de hals. Achter de naam mogen zij de letters PMP plaatsen.
- Vierde Klasse of Commandeur-lid, in het Maleis "Ahli Mahkota Perak" genoemd.

De vierhonderdhonderdvijftig dragers van de Vierde Klasse dragen de ster aan een lint op de linkerborst. Achter de naam mogen zij de letters AMP plaatsen.
De orde wordt ook aan dames toegekend.Zij dragen de versierselen aan een strik of een smaller lint.
De orde wordt voor verdienste toegekend.De twee hoogste graden verlenen de drager adeldom.

## De versierselen van de orde
De ster of "bintang" van de orde, het islamitische land gebruikt geen kruisen, heeft negen punten. Het medaillon is wit, heeft een donkerblauwe ring met het Motto TAUFIK DARIPADA ALLAH in Jawi, het betekent "met Gods hulp", en draagt een gouden afbeelding van de koninklijke kroon in hoogreliëf. 
Als verhoging dient bij de keten een rijk bewerkt gouden juweel met de kroon boven een halve maan. Er zijn nog negentien kostbaar uitgevoerde gouden en donkerblauwe schakels.
Het lint is bij de eerste graad lichtblauw met een brede saffraangele middenstreep, de lagere graden dragen een lichtblauw lint met een smalle gele bies.